# Andrian Ampleev
Andrian Ampleev (n. 25 octombrie 1962, Slava Cercheză, Tulcea, România) este un politician român de etnie ruso-lipoveană, reprezentant al acestei minorități în Parlamentul României din 2018, validat în data de 12 septembrie 2018.

## Legături externe
- Sinteza activitatii parlamentare în legislatura 2016-2020